# دی‌اتیل‌اتانول‌آمین
دی‌اتیل‌اتانول‌آمین (به انگلیسی: Diethylethanolamine) یک ترکیب شیمیایی با شناسه پاب‌کم ۷۴۹۷ است. 